# Cnemiornis calcitrans
Cnemiornis calcitrans je vyhynulý druh husy z Jižního ostrova Nového Zélandu.

## Taxonomie
Cnemiornis calcitrans poprvé popsal anglický přírodovědec Richard Owen v roce 1866. Druh se řadí do podčeledi hus (Anserinae) a do rodu Cnemiornis, jehož sesterským taxonem jsou australské husy kuří (Cereopsis novaehollandiae). Nejbližším příbuzným Cnemiornis calcitrans je o něco menší Cnemiornis gracilis, která žila na Severním ostrově.

## Popis
Husa dosahovala ve vzpřímené poloze výšky až 1 m, čili co do velikosti se vyrovnala nejmenším zástupcům moa. Husa měla krátká křídla, byla nelétavá a neměla hrudní kost. Zatímco příbuzné husy kuří se v létě většinou stahují do teplejších oblastí, Cnemiornis calcitrans takovou možnost neměly. Váha husy dosahovala až 18 kg. Zobák byl statný  a na konci zploštělý, což patrně pomáhalo při trhání tuhých trav.

## Biologie
Husa byla původně rozšířená po celém Jižním ostrově Nového Zélandu, i když nikdy ne hojně. Podle intenzity fosilních nálezů dávala přednost sušším oblastem východní části ostrova. Preferovala otevřenou krajinu s dostatečným množstvím trávy a křovinatých podrostů pro pastvu, takže se dá předpokládat, že byla nejvíce rozšířená během pleistocénu, kdy bylo klima chladnější a na Jižní ostrově se nacházelo více travnatých a křovinatých ploch.
Husy měly patrně dobře vyvinutý zrak, který se patrně vyvinul jako obranný mechanismus před jejich hlavními predátory, kterými byli orli Haastovi.
Husa je známa pouze z fosilií a z kosterních pozůstatků v sídlištích Polynésanů. Ptáci pro svou nelétavost a velikost představovali snadný a lákavý cíl pro první polynéské lovce, kteří nedlouho po svém příchodu na Nový Zéland druh lovili až k vyhynutí. Poslední husy byly vybity kolem roku 1400.

## Galerie

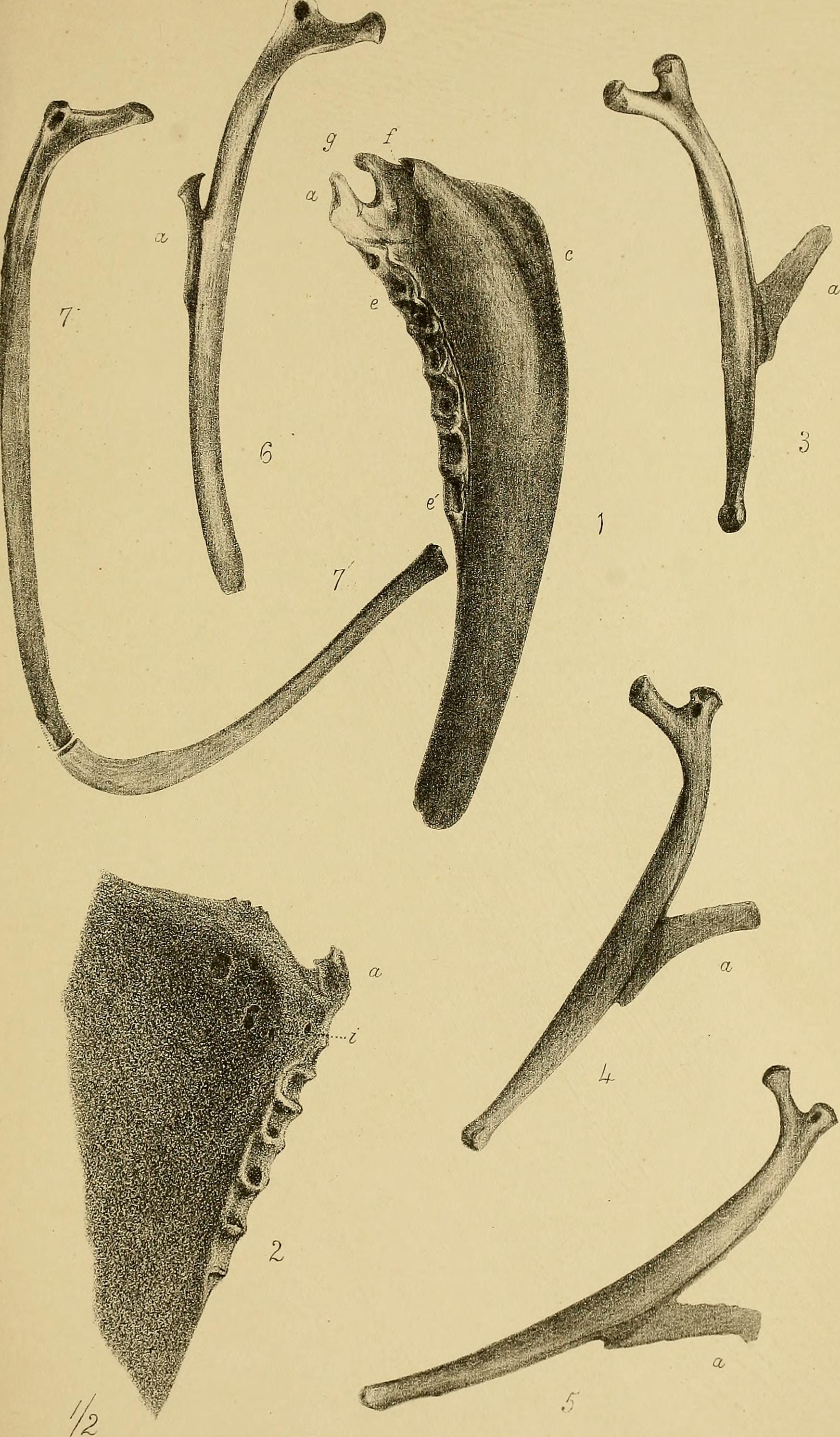
Kosterní pozůstatky druhu
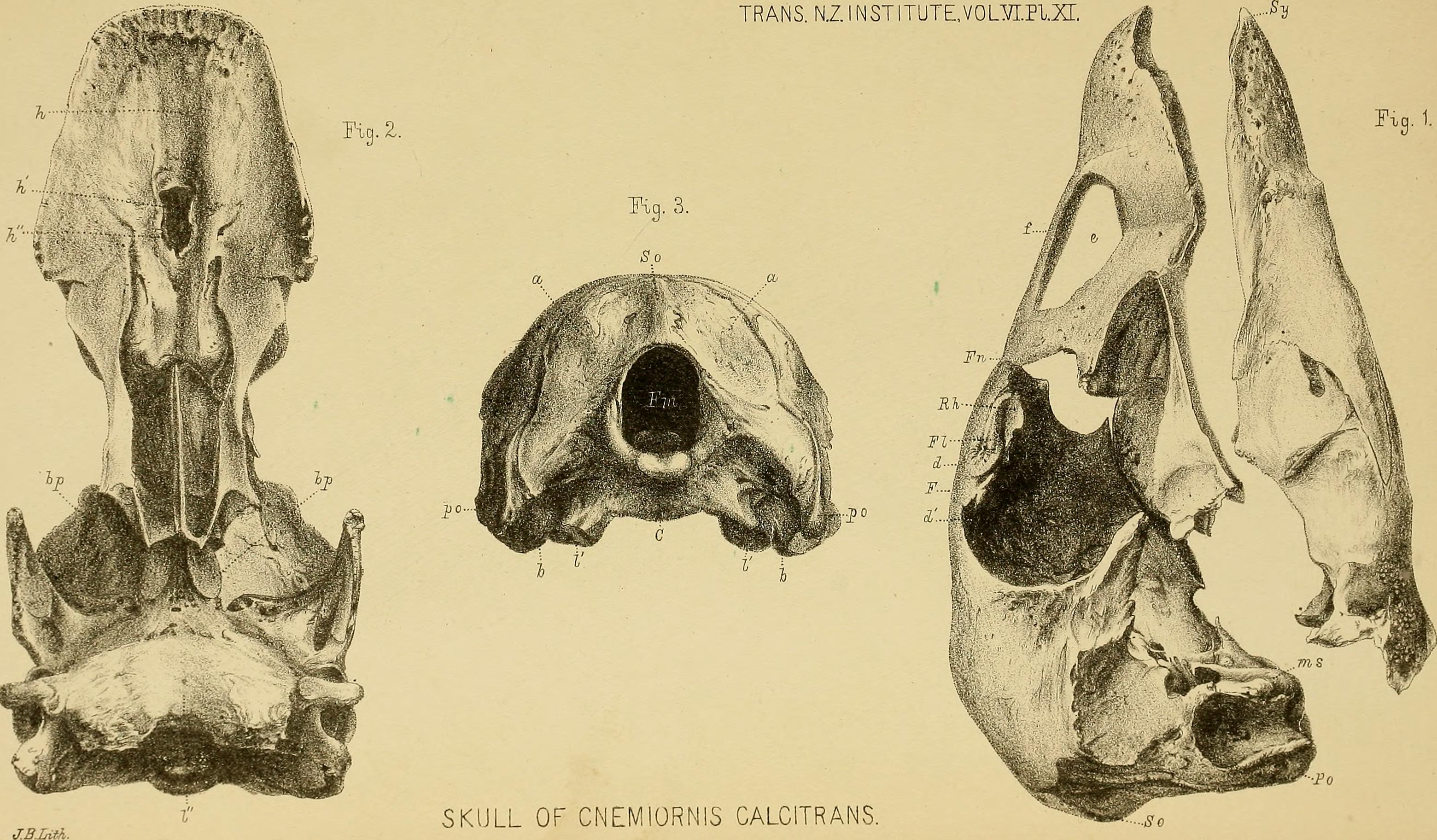
Lebka
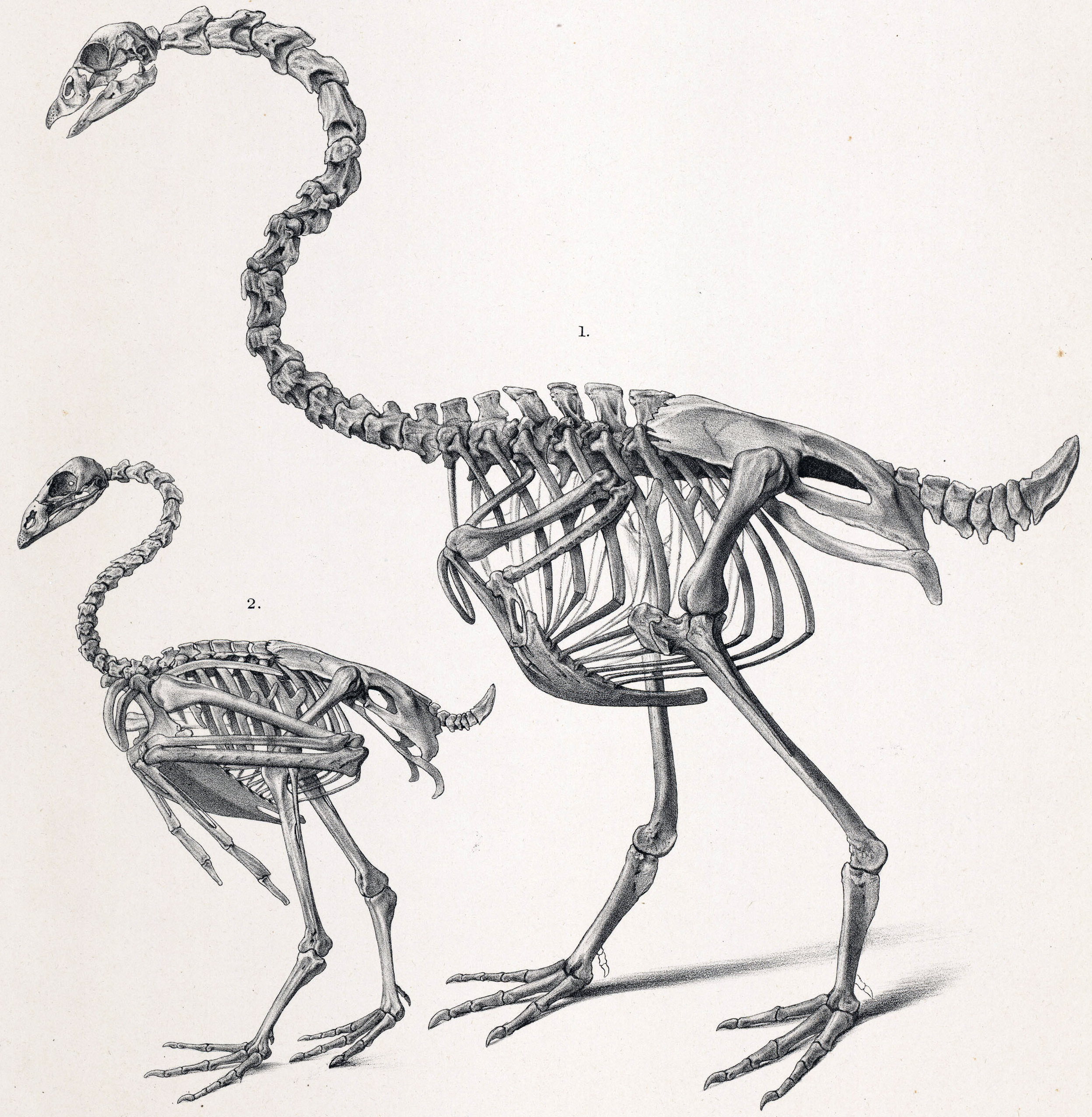
Cnemiornis calcitrans a pro srovnání kostra husy kuří (menší kostra vlevo)